# Matriz fundamental (ecuación diferencial lineal)
En matemáticas, una matriz fundamental de un sistema de ecuaciones diferenciales ordinarias lineales homogéneas de orden {\displaystyle n}
{\displaystyle {\dot {\mathbf {x} }}(t)=A(t)\mathbf {x} (t)}
es una función matricial {\displaystyle \Psi (t)} cuyas columnas son soluciones linealmente independientes del sistema. Mediante la matriz fundamental, pueden escribirse todas las soluciones del sistema como {\displaystyle \mathbf {x} =\Psi (t)\mathbf {c} }, donde {\displaystyle \mathbf {c} } es algún vector (columna) constante.
Puede demostrarse que una función matricial {\displaystyle \Psi } es una matriz fundamental de {\displaystyle {\dot {\mathbf {x} }}(t)=A(t)\mathbf {x} (t)} si y sólo si {\displaystyle {\dot {\Psi }}(t)=A(t)\Psi (t)} y {\displaystyle \Psi } es una matriz regular para todo {\displaystyle t} .

## Aplicaciones
- En teoría de control, la matriz fundamental se utiliza ara expresar la matriz de transición de estado, componente esencial en la solución de un sistema de ecuaciones diferenciales lineales.
- En la teoría de Floquet, el teorema de Floquet se enuncia mediante la matriz de monodromía, que es una matriz fundamental de soluciones.